# Bělgorodský duchovní seminář
Bělgorodský duchovní seminář (s misijním zaměřením) je vyšší vzdělávací instituce Ruské pravoslavné církve. Činnost je zaměřena na školení kleriků a církevního personálu.

## Historie
Seminář zřídil roku 1787 arcibiskup bělgorodský a obojanský Feoktyst (Močulskyj).

### Kurské období
Období semináře v Kursku započalo roku 1879, ale nakonec byl z Bělgorodu převeden roku 1883. Roku 1918 byl seminář sovětskými úřady uzavřen.
Po přestěhování semináře do Kurska bylo v Bělgorodu zřízeno duchovní učiliště, které se roku 1906 stalo pobočkou semináře. Instituce fungovaly do Říjnové revoluce.

### Obnovení semináře
Dne 17. července 1996 bylo Svatým synodem rozhodnutí o zřízení Bělgorodského misijního semináře a 28. září 1996 byl seminář zaměřený na misie otevřen.

## Fakulty
- Fakulta misiologie
- Fakulta biblistiky a bohosloví
- Fakulta sociálně-humanitní disciplíny

Škola nabízí 4leté studium s bakalářským titulem a následně dvouleté magisterské studium.
Na škole je možné studovat dálkově.